# Inga bullatorugosa
Inga bullatorugosa é uma espécie vegetal da família Fabaceae.
Pequena árvore de floresta de planície de áreas de terra firme (não inundáveis). Conhecida através de três coleções botânicas nas proximidades do Rio Tapajós, no Estado do Pará, no Brasil.